# Alameda Dom Afonso Henriques
A Alameda Dom Afonso Henriques é um arruamento e jardim em Lisboa. Foi construído em homenagem ao primeiro rei de Portugal, D. Afonso Henriques. Tem pouco mais de três hectares, e é constituído por um pequeno jardim no topo oriental, estendendo-se depois em dois grandes tabuleiros relvados divididos pela Avenida Almirante Reis; no topo ocidental está situado o Instituto Superior Técnico. A separar o jardim dos tabuleiros relvados está a Fonte Luminosa, uma das maiores obras monumentais do Estado Novo.
É aqui que se cruzam a linha vermelha e linha verde do metro de Lisboa. A estação chama-se Alameda.
É o local em Lisboa onde tipicamente se celebra o Dia Internacional do Trabalhador.